# Monica Lewinsky
Monica Samille Lewinsky (San Francisco, Califòrnia, 23 juliol de 1973) és una activista, personalitat televisiva, dissenyadora de moda i antiga administrativa de la Casa Blanca.
Va saltar a la fama quan l'aleshores president dels Estats Units Bill Clinton va admetre haver tingut una «relació inapropiada» amb ella mentre Lewinsky treballava com a becària no remunerada (nivell d'entrada del personal empleat) a la Casa Blanca els anys 1995 i 1996. La seva repercussió en l'impeachment (judici polític) de Bill Clinton va fer que el cas arribés a ser conegut com l'«escàndol Lewinsky».
Lewinsky va néixer a San Francisco i es va criar al sud de Califòrnia, prop de Los Angeles. Es va graduar en psicologia per la Universitat de Lewis and Clark College el 1995 i posteriorment va ingressar com a becària a la Casa Blanca a Washington DC.
Durant el seu temps a la Casa Blanca va ser on presumptament, va mantenir relacions sexuals amb el president Bill Clinton. Encara que al principi tots dos van negar aquesta relació, les notícies, la investigació resultant i l'acusació del president, van ser conegudes com a l'«escàndol Lewinsky». Lewinsky va confiar en la secretària Linda Tripp, qui, secretament, va començar a gravar les seves converses telefòniques amb Lewinsky sobre la relació amb Clinton. Després, Tripp donaria els enregistraments a Kenneth Starr, l'acusador independent.
Després, Lewinsky va admetre que la seva relació amb Clinton va involucrar sexe oral a l'oficina oval de la Casa Blanca. L'informe resultant de la investigació de Kenneth va ser conegut com a l'Informe Starr, que finalment va culminar amb una acusació penal en contra del president per un delicte de perjuri.
Clinton va negar, sota jurament, que hagués mantingut relacions sexuals amb Lewinsky, en un cas no relacionat amb l'acusació. En un vídeo d'una roda de premsa a la Casa Blanca televisat a nivell nacional, Clinton va declarar de nou no haver tingut mai relacions sexuals amb ella.
L'assumpte i els seus detalls personals, van atorgar a Lewinsky un període de posició de celebritat cultural, com a símbol sexual i com un nexe de la generació més jove amb la tempesta política que al mateix temps resultava còmica i seriosa. Lewinsky va denunciar haver estat sotmesa a una gran pressió mediàtica i posteriorment va convertir-se en activista contra el ciberassetjament. També va obtenir un màster en psicologia social per la London School of Economics.
Actualment viu a la ciutat de Nova York, on té un negoci de bosses amb la seva pròpia marca.